# 桐子林站
桐子林站是一个成昆线上的铁路车站，位于四川省攀枝花市盐边县桐子林镇。车站距离镇中心及盐边县城3千米，是当地主要的客货运车站。

## 概要
桐子林站目前为四等站，邮政编码为617021，是盐边县主要的客货运车站:313。除来往攀枝花和普雄的慢车外，还有2对快速列车在本站办理客运业务。货运办理散堆装货物发送、到达，主要到发品为金属矿及矿建类，货源辐射盐边县和会理县，货场为尽头式布置:35。同时车站也是西南货运快运的作业车站之一。
桐子林站建于1970年。2007年曾对站房及贵宾室进行过改造，2012年至2014年车站曾停办客运:333:320。2013年当地政府在车站附近建设攀枝花桐子林铁路物流中心，面积118亩。2016年又进行过内部指示导向改造，同时在站内售票厅安装自助售取票机:310。

## 车站结构
桐子林站设有5条到发线。车站货场面积6100米，已全部硬化，设有3台装载机。此外站内设有通往兴茂动力设备安装有限公司桐子林转运站的专用线。
车站上行至枣子林区间设有7座隧道和8座桥梁，下行至牛坪子区间设有9座隧道和8座桥梁。

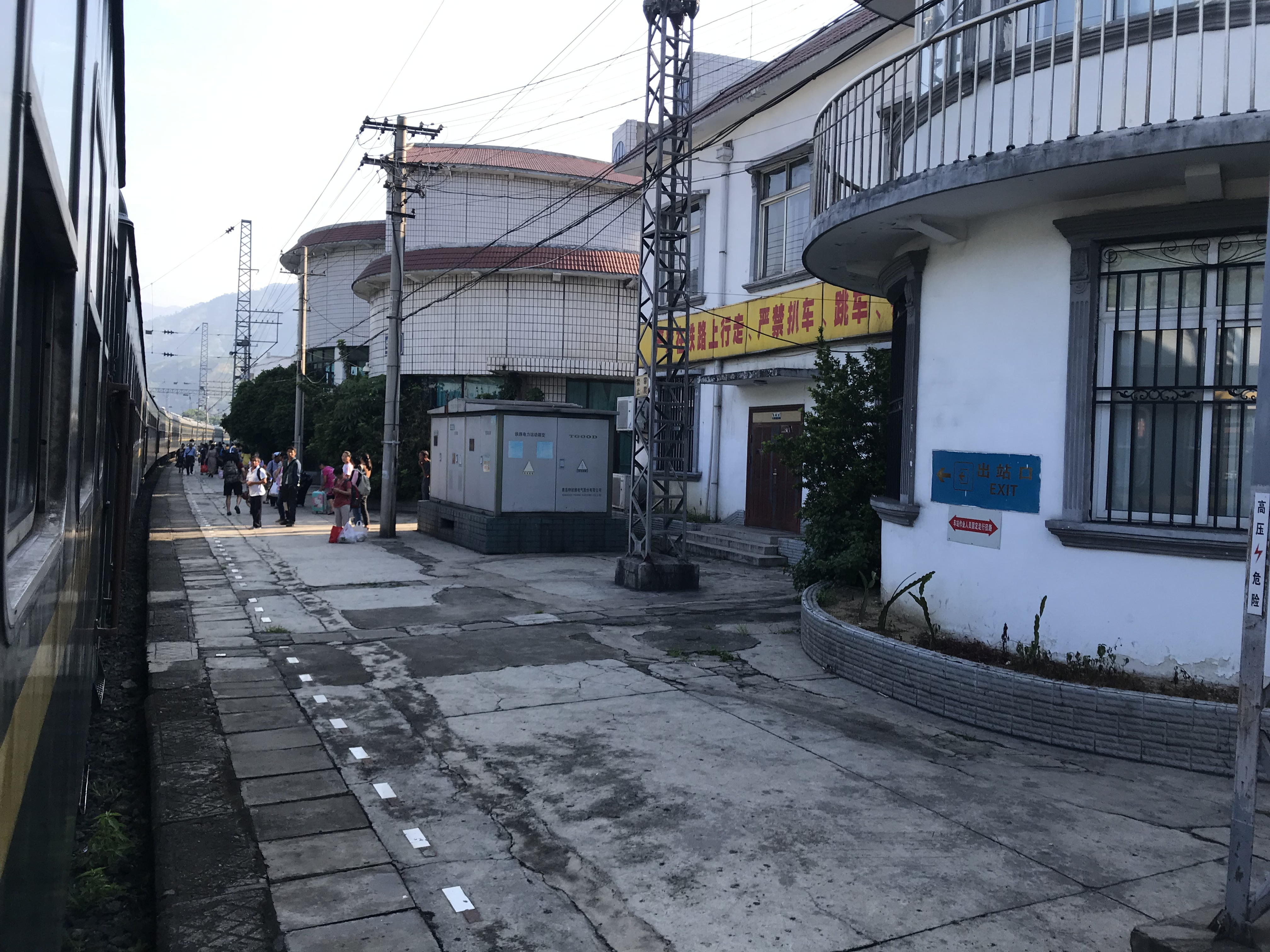
行车室与候车室
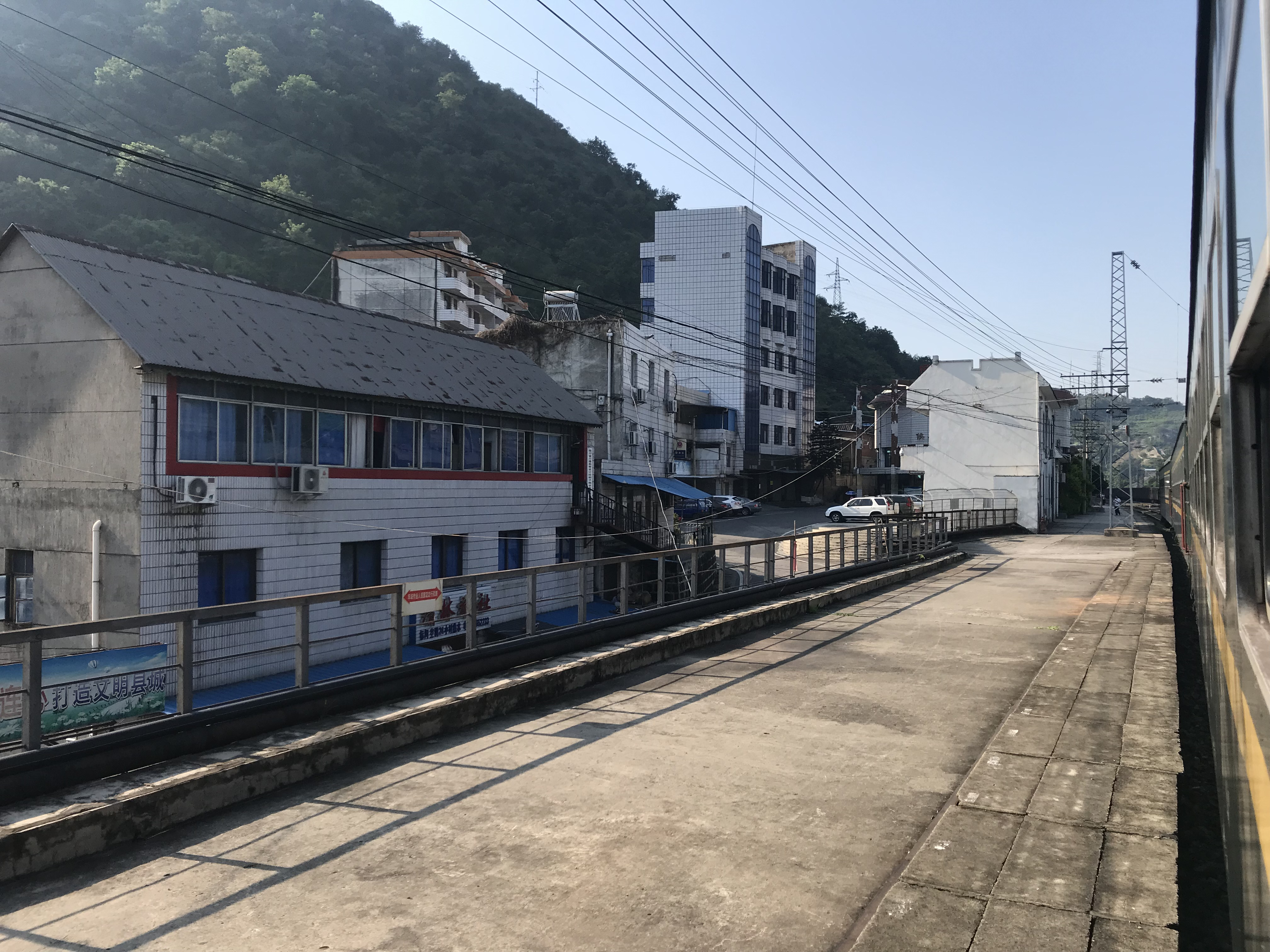
站台
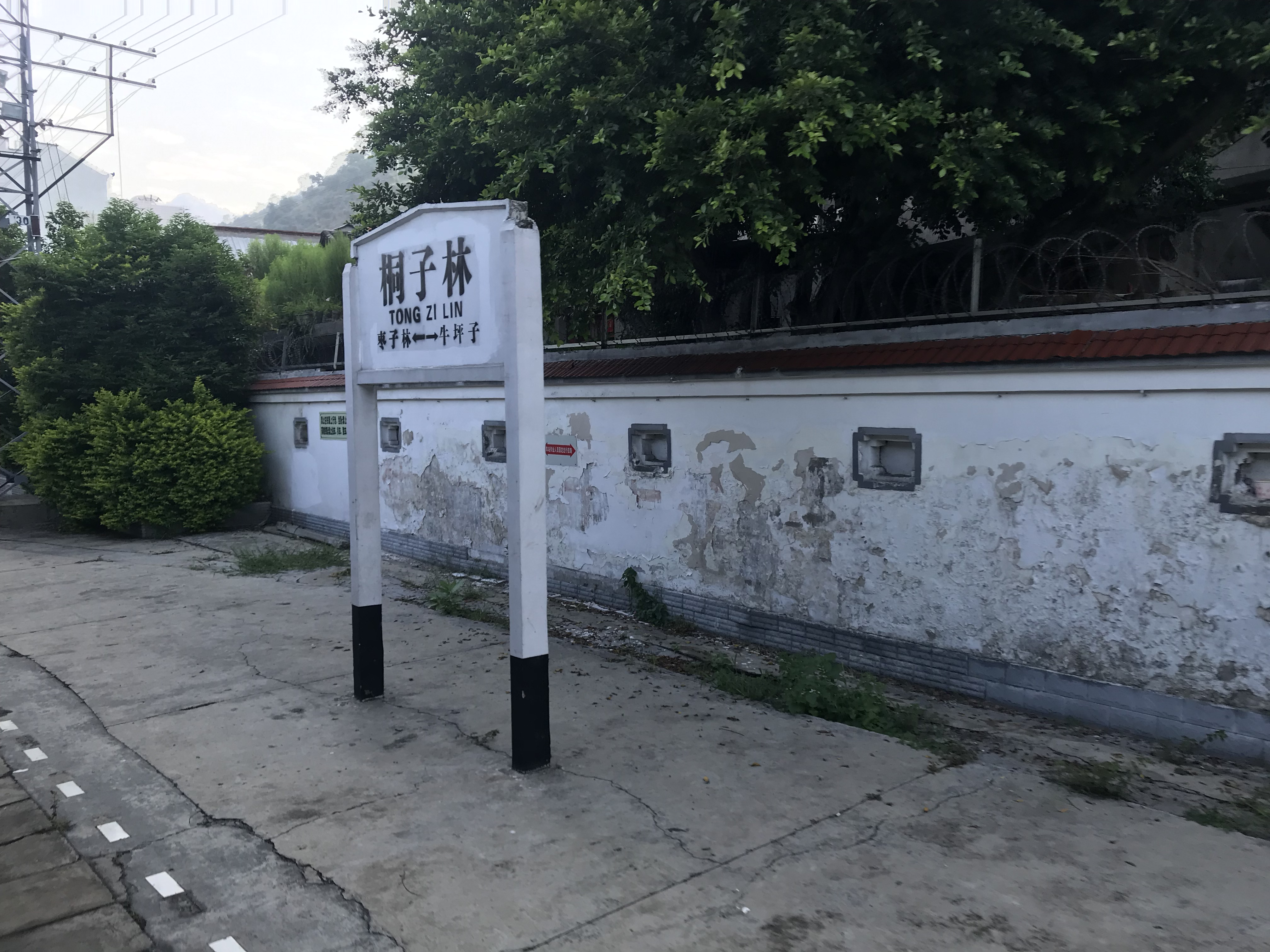
站牌
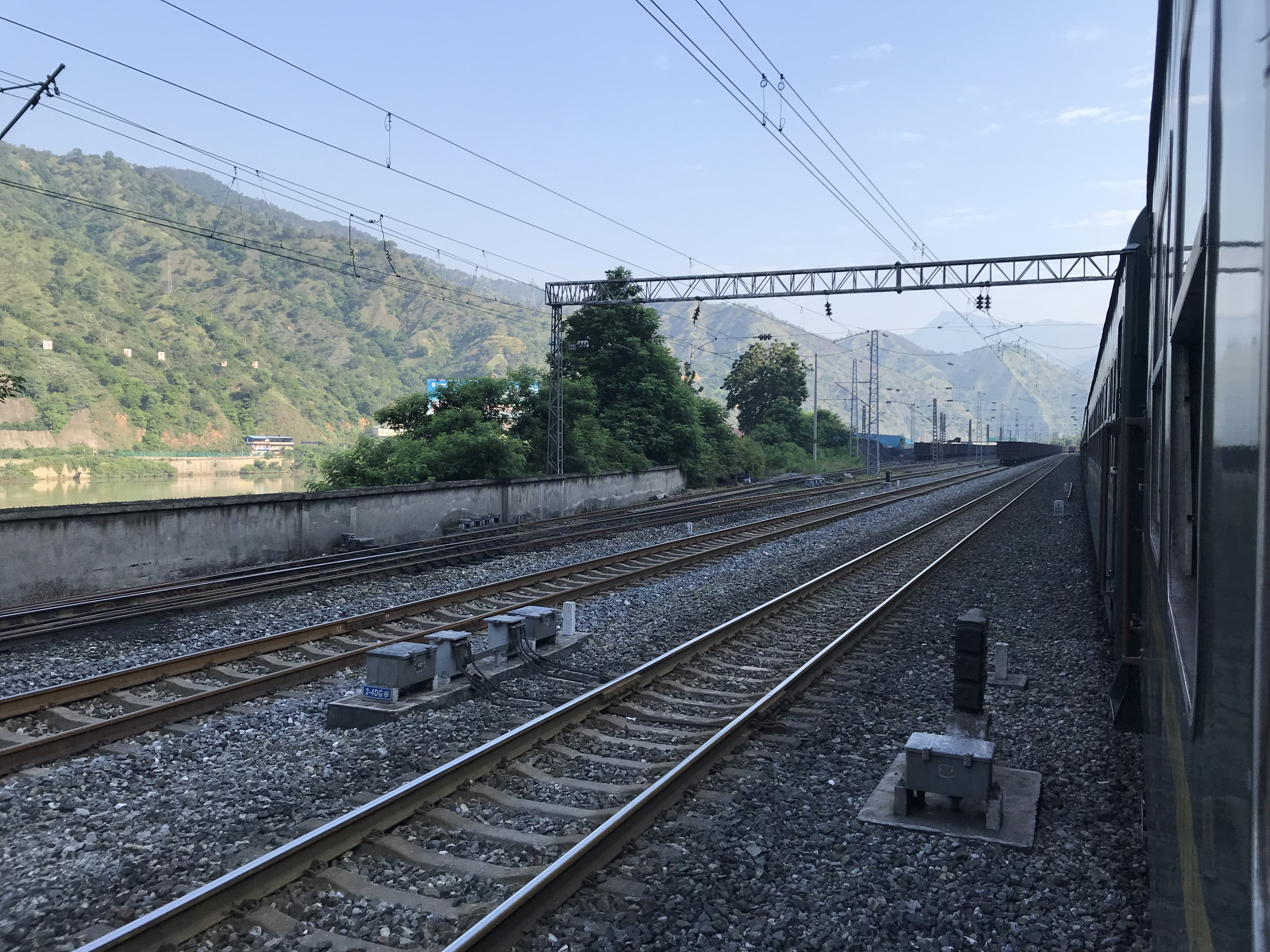
站场

## 灾害
2002年8月15日，四川省普降大到暴雨，导致桐子林站发生泥石流灾害。共有7622立方米的泥石流涌入车站货场及成都端到发线，造成成昆铁路中断7小时10分。